# Orthrus calilungae
Orthrus calilungae är en spindelart som beskrevs av Alberto Barrion 1998. Orthrus calilungae ingår i släktet Orthrus och familjen hoppspindlar. Inga underarter finns listade i Catalogue of Life.